# 仲田幸子
仲田 幸子（なかだ さちこ、1933年10月10日 - ）は、日本の舞台役者。沖縄喜劇の女王と称される。

## 略歴・人物
1933年、沖縄県生まれ。幼少期、祖母と一緒に見に行った芝居に魅了され、芝居の勉強を始める。その後、太平洋戦争の激化によって芝居の勉強は中断。戦後、芝居への情熱が再燃し、1947年の15歳の時に「南月舞劇団」に入団。劇団の座長より「喜劇が向いている」との指摘があり、喜劇女優となる原点となった。のちに、劇団の役者・脚本家の仲田龍太郎と結婚、両名で劇団（「仲田龍太郎一行」→1956年「劇団でいご座」）を立ち上げた。

## 劇団でいご座
座長を務め、昭和40年代には大盛況の人気を博した。また、海外公演も行った。2019年、劇団でいご座の敬老の日公演をもって、同劇団での活動を引退。

## 仲田幸子芸能館
1982年に那覇市久茂地で開店し、2008年に那覇市松山に移転。新型コロナの影響前まで365日、台風時も休まず営業した。娘の明美や孫の仲田まさえ、芸能館のメンバーと毎日3回の民謡ショーを行った。2020年5月31日　約40年の歴史に終止符を打って閉店。

## 仲田幸子の店
2020年7月　那覇市久米に「仲田幸子の店」を開店。
毎日店に顔を出し客を笑わせ続けている。

## 出演
- FNSスーパースペシャルテレビ夢列島‘88（1988.7.16 - 17、フジテレビ）※沖縄中継。山本晋也、林家こぶ平、嘉陽安男と出演。

## 映画「なんくるないさぁ 劇場版～生きてるかぎり死なないさぁ～」
2020年3月に初めての主演劇映画「なんくるないさぁ 劇場版 ～生きてるかぎり死なないさぁ～」（監督：野田孝則）を撮影、2021年1月より那覇桜坂劇場にて封切。
出演：仲田幸子　仲田まさえ　東風平高根　松田るか　アイモコ　志ぃさー（藤木勇人）

友情出演：ゴリ（ガレッジセール）　具志堅用高　大城バネサ　
特別出演：瀬名波孝子

監督・脚本・編集：野田孝則

撮影：栢野直樹（J.S.C）

照明：上田雅晴

録音：横澤匡広

美術：畠山和久

音楽：東風平高根

企画・製作総指揮：村岡克彦

共同脚本：高橋徹郎

プロデューサー：桑原啓子
制作プロダクション：沖縄ピクチャーズ
製作：沖縄ピクチャーズ/cobo
（あらすじ）

## 受賞・受章歴
平成22年沖縄県文化功労者表彰

令和2年那覇市政功労者表彰